# Hospital Militar Bahía Blanca
El Hospital Militar Bahía Blanca "Cirujano de Ejército Doctor Marcelino Vargas" (HMBB o H Mil Bahía Blanca) es un hospital militar del Ejército Argentino con asiento de paz en Bahía Blanca y con dependencia orgánica de la Dirección General de Salud.

## Actividades operacionales
El Hospital Militar Bahía Blanca contribuye a la sanidad militar del Ejército y al apoyo a la comunidad, que incluyó en 2020 brindar apoyo al esfuerzo de ayuda humanitaria de las Fuerzas Armadas de la Nación desplegado durante la pandemia de COVID-19 en la Argentina, optimizando su personal y medios, y colaborando con la provincia y municipio. Se hallaba en la órbita de la Zona de Emergencia Buenos Aires Sur.